# Козачок (притока Айдару)
Козачок — річка в Україні, ліва притока Айдару. Довжина річки 7,5 км.
Витік річки розташований на північ від села Степове.Напрям течії здебільшого на захід. Протікає неподалік населених пунктів Чмирівка та Піщане. На північній околиці Старобільська впадає в Айдар.